# Колотов, Василий Фёдорович
Василий Фёдорович Колотов (6 октября 1944 год, село Сухановка, Артинский район, Свердловская область, СССР — 5 июня 2001 год, Первомайское, Нижнесергинский район, Свердловская область, Россия) — советский тяжелоатлет, заслуженный мастер спорта СССР (1970), установил 10 мировых рекордов и 14 рекордов СССР, чемпион мира 1970 года, трёхкратный чемпион Советского Союза (1969—1971), судья республиканской категории.

## Биография
Родился 6 октября 1944 года в селе Сухановка Артинского района Свердловской области в семье, где отец погиб на фронте в 1945 году, а мать работала медсестрой.
В Первоуральск приехал из Артинского района учиться в ремесленном училище на слесаря в возрасте 15 лет. Пришёл в секцию по тяжёлой атлетике, руководимую Николаем Буерашевым, и, выполнив норматив третьего разряда, стал выступать за «Трудовые резервы». Устроился в цех №3 Первоуральского новотрубного завода, где стал слесарем 7 разряда. В 1962 году, выполнив норматив на второй разряд, стал выступать на областных соревнованиях, затем в 1963 году, выполнив норматив на 1 разряд, стал выступать на российских соревнованиях.
В 1965 году выполнил норматив мастера спорта, а в 1966 году получил звание мастера спорта СССР. Стал чемпионом общества «Труд», чемпионом молодёжного первенства страны, занял второе место на первенстве РСФСР в 1966 году в Перми, после чего был зачислен в сборную СССР. В 1967 году занял первое место на IV Спартакиаде народов РСФСР. В 1969 году выиграл чемпионат СССР, в 1969 году же победил на открытом чемпионате Японии, где повредил себе руку. По совету тренеров перешёл из среднего веса в полутяжёлый вес.
Наиболее значимых результатов добивался в 1970 году, когда стал серебряным призёром чемпионата Европы в Сомбатхее и завоевал звание чемпиона мира в американском Коламбусе. В 1971 году на чемпионате мира в Лиме уступил лишь соотечественнику Давиду Ригерту и занял второе место.
На Олимпийских играх в Мюнхене в 1972 году, получив травму на тренировке, Колотов не смог выйти на помост. В дальнейшем хроническая травма локтевого сустава заставила его завершить спортивную карьеру. Стал тренером в спортклубе «Уральский трубник» и к 1982 году воспитал 5 мастеров спорта и 15 кандидатов в мастера спорта.
Скончался 5 июня 2001 года.
Семья
Сын Сергей, в студенческие годы ставший мастером спорта СССР, трагически погиб, находясь в командировке.
Саулич ( Колотова) Оксана Васильевна - дочь.

## Память
В 2004 году на здании Дома спорта города Первоуральска была открыта мемориальная доска с именем Василия Фёдоровича.
Имя Василия Фёдоровича было внесено в Книгу Памяти министерства по физической культуре, спорту и туризму Свердловской области № 168.

## Результаты выступлений
| Год  | Соревнование               | Место проведения | Весовая категория | Жим      | Рывок       | Толчок      | Сумма       | Место |
| 1969 | Чемпионат СССР             | Ростов-на-Дону   | до 82,5 кг        | 150 кг   | 140 кг      | 180 кг      | 470 кг      | 1     |
| 1970 | Чемпионат СССР             | Вильнюс          | до 90 кг          | 175 кг   | 157,5 кг    | 200 кг МР   | 532,5 кг МР | 1     |
| 1970 | Чемпионат Европы           | Сомбатхей        | до 90 кг          | 170 кг   | 157,5 кг    | 200 кг МР   | 527,5 кг    | 2     |
| 1970 | Чемпионат мира             | Колумбус         | до 90 кг          | 175 кг   | 160 кг      | 202,5 кг МР | 537,5 кг МР | 1     |
| 1971 | Международные соревнования | Париж            | до 90 кг          |          |             |             | 540 кг МР   | 1     |
| 1971 | Чемпионат СССР             | Москва           | до 90 кг          | 177,5 кг | 162,5 кг МР | 197,5 кг    | 537,5 кг    | 1     |
| 1971 | Чемпионат мира             | Лима             | до 90 кг          | 185 кг   | 155 кг      | 197,5 кг    | 537,5 кг    | 2     |
| 1972 | Кубок Балтики              | Рига             | до 90 кг          |          |             | 211 кг МР   |             | 2     |
| 1973 | Чемпионат СССР             | Донецк           | до 90 кг          |          | 162,5 кг    | 202,5 кг    | 365 кг      | 2     |
| 1973 | Чемпионат мира             | Гавана           | до 90 кг          |          | 157,5 кг    | 202,5 кг    | 360 кг      | 2     |
| 1974 | Чемпионат СССР             | Тбилиси          | до 90 кг          |          | 157,5 кг    | 202,5 кг    | 360 кг      | 3     |

## Награды
За свои спортивные достижения был неоднократно награждён:
- орден «Знак Почёта» (1970);
- 1970 — звание «Почётный гражданин города Первоуральска» (с 1 января 1999 года повторно).